# Ivanice
Ivanice – wieś (obec) na Słowacji położona w kraju bańskobystrzyckim, w powiecie Rymawska Sobota. Pierwsze wzmianki o miejscowości pochodzą z roku 1245. 
Według danych z dnia 31 grudnia 2012, wieś zamieszkiwało 260 osób, w tym 116 kobiet i 144 mężczyzn.
W 2001 roku pod względem narodowości i przynależności etnicznej 1,47% mieszkańców stanowili Słowacy, a 95,1% Węgrzy.
Ze względu na wyznawaną religię struktura mieszkańców kształtowała się w 2001 roku następująco:
- Katolicy rzymscy – 23,53%
- Ewangelicy – 0,98%
- Ateiści – 8,33%
- Nie podano – 5,39%